# Nikołaj Żugan
Nikołaj Pawłowicz Żugan (ros. Николай Павлович Жуган, ur. 10 lutego?/23 lutego 1917 we wsi Nikołajewka 1 w guberni chersońskiej (obecnie obwód odeski), zm. 22 czerwca 2017 w Krasnodarze) – radziecki lotnik wojskowy, generał major lotnictwa, Bohater Związku Radzieckiego (1944).

## Życiorys
Skończył 7 klas szkoły, pracował jako robotnik w Odessie, w 1938 skończył szkołę lotniczą w Charkowie, od stycznia 1938 służył w Armii Czerwonej, w lipcu 1938 skończył odeską wojskową szkołę lotników. Był pilotem pułku bombowców na Dalekim Wschodzie, w rezerwowym pułku lotniczym w Orłowskim Okręgu Wojskowym i w pułku bombowców w Kijowskim Okręgu Wojskowym, od czerwca 1941 uczestniczył w wojnie z Niemcami jako pilot pułku lotniczego Frontu Południowo-Zachodniego. Od marca 1942 do grudnia 1944 był pilotem, dowódcą klucza i zastępcą dowódcy eskadry pułku lotniczego Lotnictwa Dalekiego Zasięgu, od grudnia 1944 do maja 1945 dowódcą eskadry pułku lotniczego 18 Armii Powietrznej. Brał udział w walkach obronnych na Ukrainie, bitwie pod Stalingradem i pod Kurskiem, operacji biełgorodzko-charkowskiej, orłowskiej, dniepropietrowskiej, leningradzko-nowogrodzkiej, krymskiej, mińskiej, brzesko-lubelskiej, budapesztańskiej, operacji wiślańsko-odrzańskiej, wschodniopruskiej, pomorskiej, królewieckiej i berlińskiej, w lipcu 1944 został zestrzelony nad terytorium wroga i wyskoczył na spadochronie, mimo to zdołał wrócić do swojego pułku. Wykonał 276 (lub 310) lotów bojowych bombowcem Ił-4, bombardując obiekty na głębokim tyle wroga. Po wojnie był dowódcą eskadry w Połtawie, w 1949 ukończył wyższą szkołę oficerską w Iwanowie, 1949–1952 był zastępcą dowódcy pułku bombowców w Pryłukach, a 1952–1955 dowódcą pułku bombowców w Żytomierzu. W latach 1955–1956 był zastępcą dowódcy 15 Gwardyjskiej Dywizji Bombowców Ciężkich w Żytomierzu, od kwietnia 1956 do grudnia 1957 dowódcą 53 Dywizji Ciężkich Bombowców w obwodzie irkuckim, w grudniu 1958 ukończył Wyższe Kursy Akademickie przy Akademii Sztabu Generalnego, od stycznia 1959 do czerwca 1960 dowodził 45 Ciężką Bombową Dywizją Lotniczą w Baranowiczach, w listopadzie 1960 został przeniesiony do rezerwy w stopniu generała majora lotnictwa. W 1993 otrzymał honorowe obywatelstwo Krasnodaru.

## Odznaczenia
- Złota Gwiazda Bohatera Związku Radzieckiego (19 sierpnia 1944)
- Order Lenina (trzykrotnie – 18 września 1943, 19 sierpnia 1944 i 1957)
- Order Czerwonego Sztandaru (dwukrotnie – 31 grudnia 1942 i 1955)
- Order Aleksandra Newskiego (Rosja; 18 maja 2017)
- Order Aleksandra Newskiego (ZSRR; 18 lipca 1945)
- Order Wojny Ojczyźnianej I klasy (11 marca 1985)
- Order Czerwonej Gwiazdy (1954)
- Medal „Za zasługi bojowe” (24 czerwca 1948)
- Medal „Za pracowniczą dzielność”